# تیم ملی فوتبال جمهوری آذربایجان

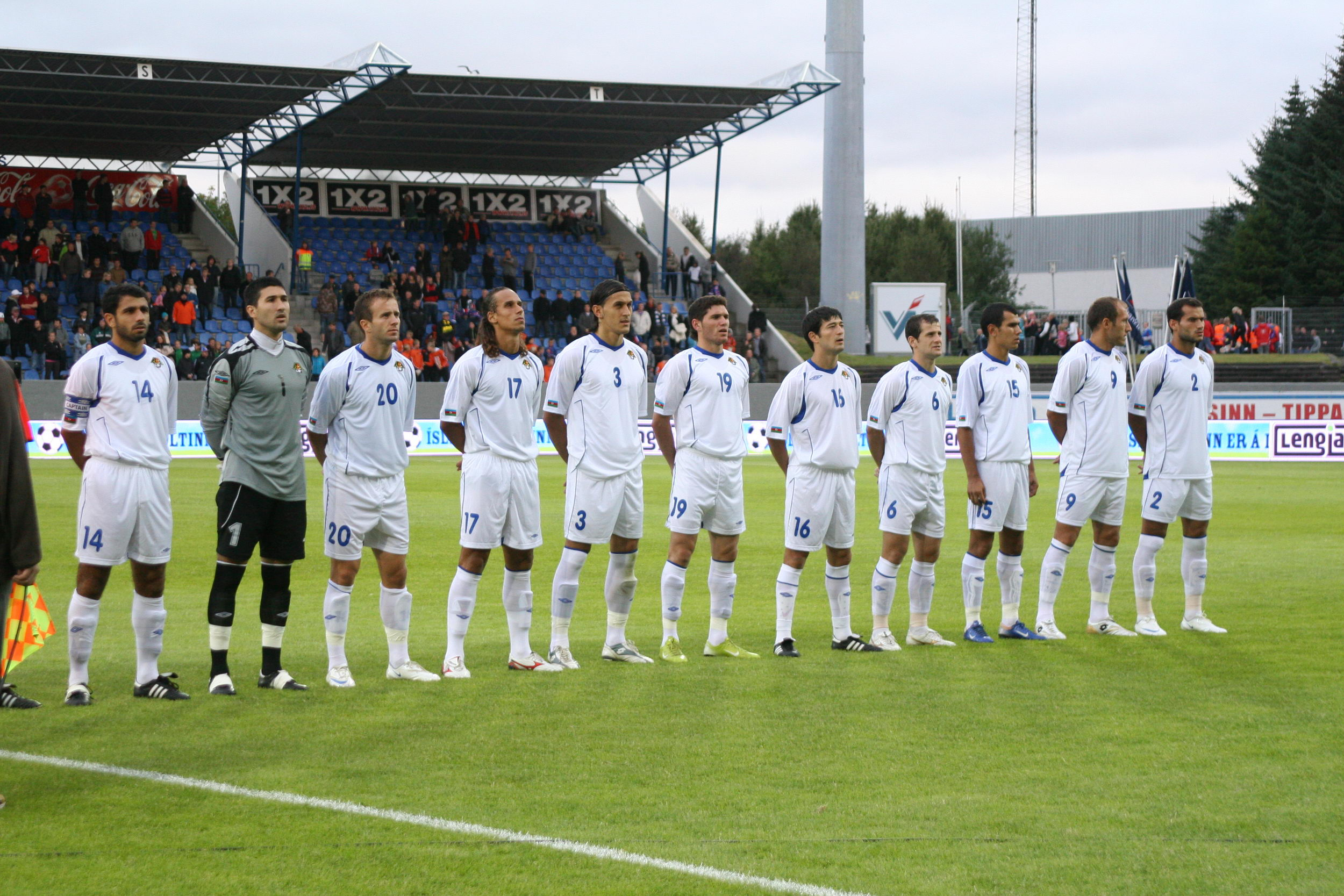
بازیکنان آذربایجانی در سال ۲۰۰۸

تیم ملی فوتبال جمهوری آذربایجان (ترکی آذربایجانی: Azərbaycan milli futbol komandası) از تیم‌های حاضر در فوتبال اروپاست که تاکنون نتوانسته نه در جام‌جهانی و نه در یورو حاضر باشد. همچنین بازیکنان ایرانی همچون علی قربانی و حجت حق وردی به عضویت تیم ملی فوتبال آذربایجان در آمدند.